# Moio della Civitella
Moio della Civitella község (comune) Olaszország Campania régiójában, Salerno megyében.

## Fekvése
A megye központi részén fekszik. Határai: Campora, Cannalonga, Gioi és Vallo della Lucania.

## Története
A község területén görög és római romokat fedeztek fel, ami a település ókori eredetére utal (valószínűleg az eleai görög telepesek alapították). A középkor során Vallo della Lucaniához tartozott, majd a 18. századtól önálló báróság székhelye volt.  A 19. században nyerte el önállóságát, amikor a Nápolyi Királyságban felszámolták a feudalizmust. Lakossága elsősorban állattenyésztéssel foglalkozik. 

## Népessége
A népesség számának alakulása:

## Főbb látnivalói
- San Francesco-templom
- Madonna della Civitella-kápolna
- Santa Veneranda-templom
- San Bartolomeo Apostolo -templom